# Record News Santa Catarina
Record News Santa Catarina é uma emissora de televisão brasileira sediada em Florianópolis, capital do estado de Santa Catarina. Opera no canal 6 (31 UHF digital), e é uma emissora própria da Record News. Pertencente ao Grupo Record, é operada localmente pelo Grupo ND, que também controla a afiliada local da Record, NDTV Florianópolis.

## História
A TV Cultura de Florianópolis foi fundada e implantada em 31 de maio de 1970, no canal 6 VHF. Contou com o apoio técnico da Rede Tupi, e em troca se comprometia a exibir a programação da emissora paulista. Nessa época, as dificuldades eram inúmeras. Como não havia transmissões correntes em sinais de micro-ondas, os programas da Tupi chegavam por transporte rodoviário, com duas semanas de defasagem em relação à transmissão ao vivo gerada em São Paulo. Nos verões, as fitas vinham danificadas pelo calor. A conjunção destes motivos levou a TV Cultura à ampliar a sua produção local de programas.
Com a extinção da Rede Tupi em 1980, a TV Cultura passa a exibir uma programação local intercalada com programas gerados pela TV Record e pela TVS Rio de Janeiro. Em 1981, é criado o SBT, e a TV Cultura torna-se uma de suas primeiras afiliadas. Porém, no ano seguinte, a emissora é vendida para a Rede de Comunicações Eldorado, e passa a ter uma programação integrada com a TV Eldorado de Criciúma. Estava então formada a RCE TV, que retransmitia a programação da Rede Bandeirantes, e que se expandiria com mais duas emissoras em Itajaí (TV Vale do Itajaí, inaugurada em 1986) e Xanxerê (TV Xanxerê, inaugurada em 1992).
Em 30 de março de 1992, inicia uma parceria com a Rede OM Brasil (mais tarde renomeada para CNT), que duraria cerca de três anos e meio. Em 1.º de setembro de 1995, a RCE TV é desfeita após a venda das emissoras para o Grupo RBS (Criciúma) e para a Central Record de Comunicação (Florianópolis, Itajaí e Xanxerê). A TV Cultura passa a se chamar TV Record Florianópolis, tornando-se uma emissora própria da Rede Record, juntamente com a TV Record Itajaí e a TV Record Oeste Catarinense.
No fim de 2007, o Grupo RIC anunciou a afiliação das emissoras da Rede SC com a Rede Record a partir de 1.º de fevereiro de 2008. A TV Record Florianópolis então passou a ser uma emissora própria da Record News, tornando-se Record News Santa Catarina, porém operada através de um contrato de gerenciamento local pelo Grupo RIC, em conjunto com a RIC TV Florianópolis. O mesmo passou a acontecer com as antigas emissoras próprias da Record em Itajaí e Xanxerê, que continuaram afiliadas à rede sob a bandeira da RIC TV. Com a troca de afiliação, a Record News SC também assumiu as retransmissoras pertencentes à RIC TV nos municípios de Santa Catarina que já contavam com o sinal da emissora, além de expandir o seu sinal para mais localidades.

## Sinal digital
| Canal virtual | Canal digital | Resolução de tela | Programação                                           |
| ------------- | ------------- | ----------------- | ----------------------------------------------------- |
| 6.1           | 31 UHF        | 1080i             | Principal programação da Record News SC / Record News |

Transição para o sinal digital
Com base no decreto federal de transição das emissoras de TV brasileiras do sinal analógico para o digital, a Record News Santa Catarina, bem como as outras emissoras de Florianópolis e região metropolitana, cessou suas transmissões pelo canal 6 VHF em 28 de fevereiro de 2018, seguindo o cronograma oficial da ANATEL.